# Ramón Lecuona
Ramón Lecuona Bordegaray, né le 16 mars 1913 à Fontarrabie (Pays basque, Espagne) et mort le 13 mars 1999 à Saint-Sébastien, est un footballeur espagnol qui jouait au poste de milieu de terrain.

## Biographie
Ramón Lecuona débute en première division avec la Real Unión de Irún lors de la saison 1930-1931.
En 1934, il est recruté par le FC Barcelone avec qui il joue 17 matchs de championnat.
En 1935, il rejoint l'Espanyol de Barcelone avec qui il joue un total de 28 matchs de championnat. Il remporte la Coupe d'Espagne en 1940 avec ce club.

## Palmarès
Avec le RCD Espanyol :
- Coupe d'Espagne en 1940